# 喀麦隆人民联盟
喀麦隆人民联盟（法語：Union des Populations du Cameroun，缩写为UPC）是喀麦隆的一个马克思主义政党。该党成立于1947年4月10日。1948年6月9日，迫于非洲民主联盟和法国共产党施压，喀麦隆的法国殖民当局给予该党合法地位。1955年，该党被法国殖民当局取缔。此后的30多年里，该党一直于地下运作，曾是反对喀麦隆独裁政权的最主要反对派力量。1991年该党重新获得合法地位。该党与法国共产党关系密切，但该党不是共产党。